# Decio Azzolino (1623-1689)
Pour les articles homonymes, voir Decio Azzolino et Azzolino.
Decio Azzolino, ou parfois Decio Azzolini (né le 11 avril 1623 à Fermo, dans l'actuelle province éponyme, dans la région Marches, alors dans les États pontificaux et mort à Rome le 8 juin 1689) est un cardinal italien du XVIIe siècle, secrétaire d'État du Vatican sous le pontificat de Clément IX.

## Biographie
Issu d'une petite famille noble des Marches, Decio Azzolino est créé cardinal par le pape Innocent X en 1654 au titre de Sant'Eustachio et deviendra l'animateur de l'Escadron volant, faction des cardinaux hostiles à toute dépendance du Saint-Siège vis-à-vis des puissances temporelles. Mécène des Arts et des Lettres, il est surtout connu pour avoir été l'ami intime et le confident de la reine Christine de Suède.
La reine, morte le 19 avril 1689, avait désigné le cardinal Azzolino comme exécuteur testamentaire. Sa propre mort, survenue moins de deux mois après, ne lui laissa que le temps de détruire ses propres lettres, laissant à la postérité les lettres de Christine, témoignages de l'amour qui unissait ces deux êtres.